# Ödsmål och Åsebyberg
Ödsmål och Åsebyberg är en av SCB avgränsad och namnsatt tätort i Solberga socken i nordvästra delen av Kungälvs kommun. SCB avgränsade och namnsatte före 2015 en småort för bebyggelsen nordost om Ödsmål som Åsebyberg och Mellefred. 2015 hade denna bebyggelse växt samman med den i Ödsmål och avgränsades då till en tätort med namnet Ödsmål och Åsebyberg.

## Befolkningsutveckling
| Befolkningsutvecklingen i Ödsmål och Åsebyberg 2015–2020                                                | Befolkningsutvecklingen i Ödsmål och Åsebyberg 2015–2020 | Befolkningsutvecklingen i Ödsmål och Åsebyberg 2015–2020 | Befolkningsutvecklingen i Ödsmål och Åsebyberg 2015–2020 | Befolkningsutvecklingen i Ödsmål och Åsebyberg 2015–2020 |
| --- | -------------------------------------------------------- | -------------------------------------------------------- | -------------------------------------------------------- | -------------------------------------------------------- |
| |                                                          |                                                          |                                                          |                                                          |
| År |                                                          |                                                          | Folkmängd                                                | Areal (ha)                                               |
| 2015 | 2015                                                     |                                                          | 257                                                      | 79                                                       |
| 2020 | 2020                                                     |                                                          | 302                                                      | 81                                                       |
| Anm.: Ny tätort 2015, den tidigare småorten Åsebyberg och Mellefred hade 2010 195 invånare på 35 hektar |                                                          |                                                          |                                                          |                                                          |